# Xerraire muntanyenc de Chapin
El xerraire muntanyenc de Chapin (Turdoides chapini) és un ocell de la família dels leiotríquids (Leiothrichidae).

## Hàbitat i distribució
Habita els boscos de les terres baixes de l'est i nord-est de la República Democràtica del Congo.